# ジクロロメチルシラン
ジクロロメチルシラン（英: Dichloromethylsilane）は化学式CH3SiHCl2で表されるシランの一種で、ジクロロ(メチル)シラン、メチルジクロロシランの表記も用いられる。ケイ素に二つの塩素原子と、メチル基と水素原子が一つずつ結合した構造を持つ。

## 用途と性質
フェニル基やビニル基を導入したジクロロシラン類の合成原料で、ケイ素樹脂の改質に用いられる。
ジクロロメチルシランの蒸気は空気より重く、液体は水より重い。水と激しく反応して、塩化水素と水素ガスを生じる。引火点は-16℃で、室温で引火する。このため、日本の消防法では危険物第3類（禁水性物質）および第4類第一石油類非水溶性液体に区分される。